# آرترويت
ارترويت (PbAlF3(OH)2) هو معدن يوجد في أريزونا. سمي باسم الكيميائي الأمريكي آرثر روي.

## وصلات خارجية
- Fact sheet من mindat.org
- Fact sheet من webmineral.com